# Station Międzychód
Station Międzychód was een spoorwegstation in de Poolse plaats Międzychód.